# Carrascoy y El Valle
El Valle y Carrascoy es un parque regional situado en la comunidad autónoma de la Región de Murcia (España), enclavado en los municipios de Murcia, Fuente Álamo de Murcia y Alhama de Murcia, a caballo entre las comarcas de la Huerta de Murcia y el Campo de Cartagena además de una porción en el Bajo Guadalentín. Está integrado por la extensa cadena de montañas que cierran la vega del río Segura y una parte del valle del Guadalentín por el sur, englobando una superficie total aproximada de 16 724 hectáreas.
Fue creado en 1992 al integrar en un mismo espacio protegido al parque natural Monte el Valle, creado en 1978 y perteneciente al municipio de Murcia, y las Sierras de Carrascoy y El Puerto que disponían de un plan especial de protección desde 1985.
Por su cercanía a Murcia, constituye el principal pulmón verde de la capital y toda su área metropolitana. Entre las poblaciones aledañas al parque, en su mayoría integradas dentro del área sub-comarcal denominada Cordillera Sur, destacan: Algezares, Sangonera la Verde, El Palmar, La Alberca, Beniaján, Corvera, Gea y Truyols y Sucina.

## Geografía

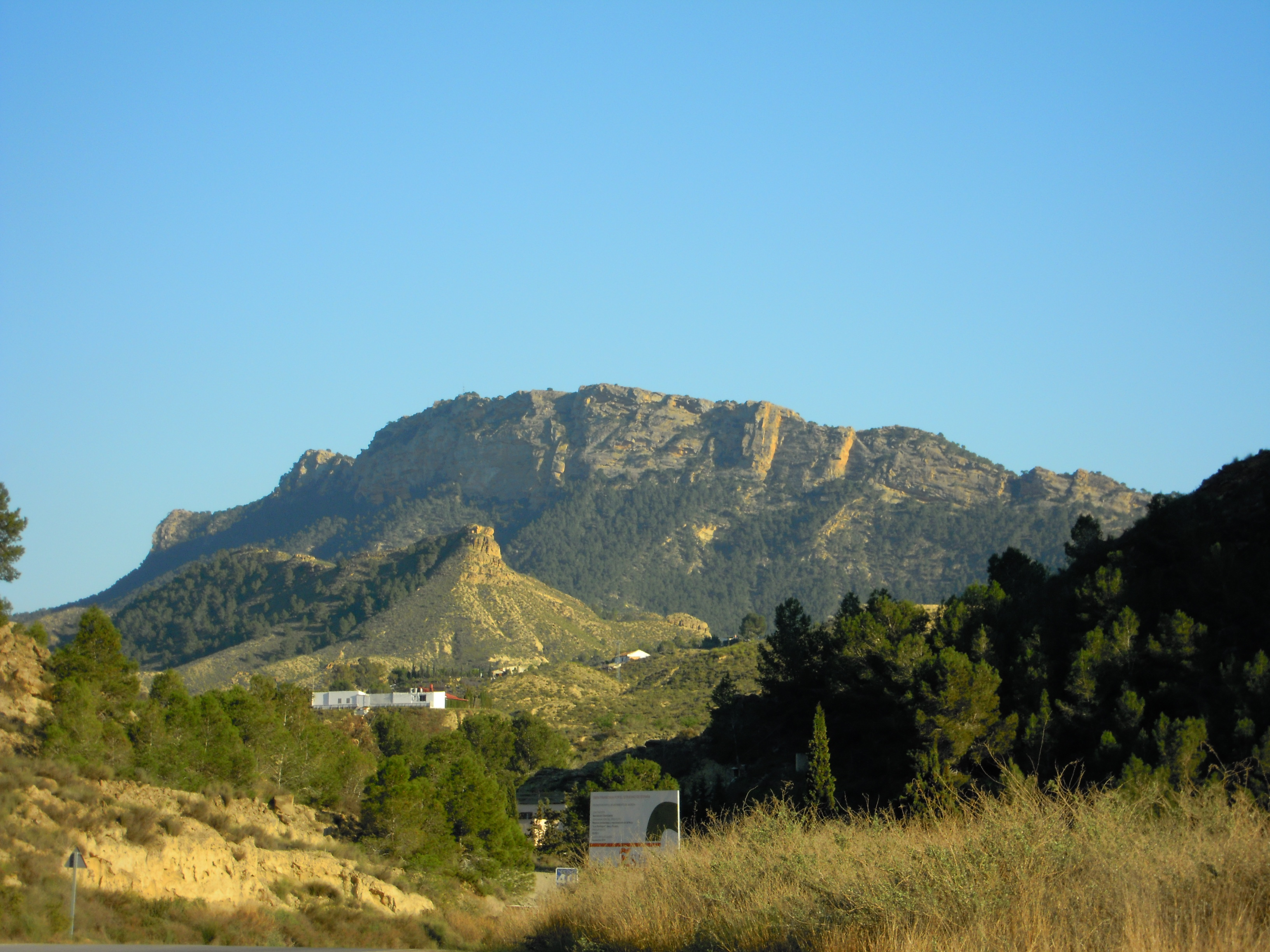
Vista de la sierra de Columbares

En general se trata de relieves muy abruptos, con fuertes pendientes y diversidad geológica. Las paredes de la cara norte son húmedas y con una densa vegetación, mientras que las del sur configuran grandes espacios de una aridez importante (lo que se ha venido a denominar paisaje lunar). Las partes más bajas de las sierras están ocupadas por cultivos, en su mayoría cítricos y frutales de hueso.
- Sierra de Carrascoy, la más extensa y elevada del conjunto, cuyo vértice alcanza los 1065 metros de altitud.
- Sierra del Puerto, a la que pertenece la atalaya rocosa que domina el puerto de La Cadena, el cabezo del Puerto, coronado a 532 metros por el castillo árabe de La Asomada.
- Cresta del Gallo, debe su nombre al conjunto de picos enclavados en lo alto de ella, cuya forma recuerdan a los de la cresta de un gallo. Su cumbre asciende hasta los 518 metros de altitud, aunque es otro vértice ubicado al suroeste de la sierra, el Relojero, el que la corona con sus 603 metros. Recibe la denominación popular de El Valle, nombre de una tradicional zona recreativa enclavada en uno de los valles de la sierra.
- Miravete, monte de 425 metros sobre el nivel del mar, continuación de la sierra de la Cresta del Gallo tras la interrupción que supone la Rambla del Garruchal.
- Columbares, se yergue solitaria en el extremo oriental del área protegida hasta los 646 metros de altitud.
- Sierra de Altaona, la más seca y quebrada de las que configuran el parque, destaca por sus erosionados peñascos elevándose sobre ramblizos y barrancos, entre Beniaján y Sucina.
- Sierra de Escalona
- Puertos de La Cadena, Garruchal y San Pedro, pasos naturales entre la Huerta de Murcia y el Campo de Cartagena, en los que se documentan caminos y rutas de trashumancia desde época romana.

### Clima
El parque regional del Valle y Carrascoy disfruta en general de un clima mediterráneo seco que corresponde en la clasificación climática de Köppen al código BSk, aunque matizado según la exposición a los vientos húmedos, el flujo de brisas, la insolación y la altitud que le corresponda. 
En general, las temperaturas medias anuales se sitúan alrededor de los 18 °C en las partes más bajas del parque, en su cara norte, y en los 17 °C en su cara sur, donde la altitud es algo mayor. A partir de aquí, la temperatura media anual va descendiendo según se va ascendiendo. Los valores medios en Pico Relojero, a 609 m s. n. m., se sitúan ya en los 15,5 °C de media anual. Y las estimaciones para las cimas de Carrascoy, por encima de los 1000 m s. n. m., se situarían en los 13 °C.
Respecto a las precipitaciones, los acumulados anuales se sitúan alrededor de los 350 mm en la cara norte, pudiendo ser incluso superiores a los 400 mm en las zonas mejor expuestas a la entrada de vientos húmedos y las zonas de cumbre. En la cara sur, sin embargo, las precipitaciones son en general menores, por debajo de la barrera de los 300 mm, sobre todo en las zonas más bajas de la parte oriental. Las precipitaciones se concentran normalmente en pocos días, principalmente en invierno, primavera y sobre todo otoño, pudiendo ser torrenciales en situaciones de gota fría, con valores superiores a los 100 mm en menos de 24 horas, pudiéndose ocasionar inundaciones locales y desbordamientos en cualquiera de las numerosas ramblas existentes. La precipitación máxima en un día es de 143,6 mm, alcanzada el 18 de diciembre de 2016, y que superaba el anterior registro de 125 mm, del 21 de octubre de 1948. La nieve, aunque no es habitual, puede caer en las cumbres y zonas medias-altas de estas sierras, fundamentalmente en episodios de entradas frías en invierno. 
El viento sopla normalmente de componente estesureste desde los últimos meses de primavera, influenciado por la entrada de la brisa marina. Y gira a componente oeste a finales de otoño, durante el invierno y primeros meses de primavera. Sin bien, localmente, el régimen general es también influenciado por las típicas brisas de valle-montaña, que fluyen dirección norte/sur según el momento del día en que nos encontremos, encauzadas entre ramblas y barrancos. Respecto a la intensidad del viento, es en las cumbres de las Sierras del Valle-Carrascoy donde el viento sopla con mayor intensidad, habiéndose llegado a medir rachas de hasta 141,6 km/h el 24 de enero de 2013 en la estación meteorológica del Pico Relojero, a 609 m s. n. m. En esta estación automática, en funcionamiento desde el año 2012, se alcanzan anualmente rachas máximas superiores a los 100 km/h, y tiene una media, para sus primeros 3 años de funcionamiento, de 44 días al año con rachas de viento superior a los 62 km/h, fuerza temporal según la definición establecida en la Escala de Beaufort.
Dado que la altura del techo de nubes no siempre supera las cumbres del parque, otro meteoro importante en las zonas altas es la niebla. Pico Relojero presenta un total de 66 días de media al año en los que se hace presente la niebla, siendo habitual en episodios de lluvias que la visibilidad quede totalmente reducida durante todo el día. Cuando son nubes bajas las que cubren el Valle del Segura, estampas de mar de nubes pueden ser visibles desde las zonas altas en las primeras horas de la mañana.
A continuación se incluyen los valores termopluviométricos medios registrados para la estación de Murcia / Sequen, situada en la cara norte del parque, a 304 m s. n. m. La serie, aunque con saltos en el tiempo, comienza en 1944, y en 2015 contabiliza registros de 13 años para temperatura y 27 años para precipitaciones.
| Parámetros climáticos promedio de Murcia / Sequen (1944-2015, con saltos en la serie) | Parámetros climáticos promedio de Murcia / Sequen (1944-2015, con saltos en la serie) | Parámetros climáticos promedio de Murcia / Sequen (1944-2015, con saltos en la serie) | Parámetros climáticos promedio de Murcia / Sequen (1944-2015, con saltos en la serie) | Parámetros climáticos promedio de Murcia / Sequen (1944-2015, con saltos en la serie) | Parámetros climáticos promedio de Murcia / Sequen (1944-2015, con saltos en la serie) | Parámetros climáticos promedio de Murcia / Sequen (1944-2015, con saltos en la serie) | Parámetros climáticos promedio de Murcia / Sequen (1944-2015, con saltos en la serie) | Parámetros climáticos promedio de Murcia / Sequen (1944-2015, con saltos en la serie) | Parámetros climáticos promedio de Murcia / Sequen (1944-2015, con saltos en la serie) | Parámetros climáticos promedio de Murcia / Sequen (1944-2015, con saltos en la serie) | Parámetros climáticos promedio de Murcia / Sequen (1944-2015, con saltos en la serie) | Parámetros climáticos promedio de Murcia / Sequen (1944-2015, con saltos en la serie) | Parámetros climáticos promedio de Murcia / Sequen (1944-2015, con saltos en la serie) |
| Mes                                                                                   | Ene.                                                                                  | Feb.                                                                                  | Mar.                                                                                  | Abr.                                                                                  | May.                                                                                  | Jun.                                                                                  | Jul.                                                                                  | Ago.                                                                                  | Sep.                                                                                  | Oct.                                                                                  | Nov.                                                                                  | Dic.                                                                                  | Anual                                                                                 |
| ------------------------------------------------------------------------------------- | ------------------------------------------------------------------------------------- | ------------------------------------------------------------------------------------- | ------------------------------------------------------------------------------------- | ------------------------------------------------------------------------------------- | ------------------------------------------------------------------------------------- | ------------------------------------------------------------------------------------- | ------------------------------------------------------------------------------------- | ------------------------------------------------------------------------------------- | ------------------------------------------------------------------------------------- | ------------------------------------------------------------------------------------- | ------------------------------------------------------------------------------------- | ------------------------------------------------------------------------------------- | ------------------------------------------------------------------------------------- |
| Temp. media (°C)                                                                      | 9.3                                                                                   | 10.7                                                                                  | 12.2                                                                                  | 16.0                                                                                  | 19.1                                                                                  | 22.9                                                                                  | 26.3                                                                                  | 26.7                                                                                  | 23.2                                                                                  | 18.8                                                                                  | 13.1                                                                                  | 9.8                                                                                   | 17.3                                                                                  |
| Precipitación total (mm)                                                              | 27                                                                                    | 24                                                                                    | 35                                                                                    | 48                                                                                    | 33                                                                                    | 17                                                                                    | 5                                                                                     | 19                                                                                    | 35                                                                                    | 52                                                                                    | 36                                                                                    | 34                                                                                    | 365                                                                                   |
| Fuente: Agencia Estatal de Meteorología                                               |                                                                                       |                                                                                       |                                                                                       |                                                                                       |                                                                                       |                                                                                       |                                                                                       |                                                                                       |                                                                                       |                                                                                       |                                                                                       |                                                                                       |                                                                                       |

## Flora y vegetación

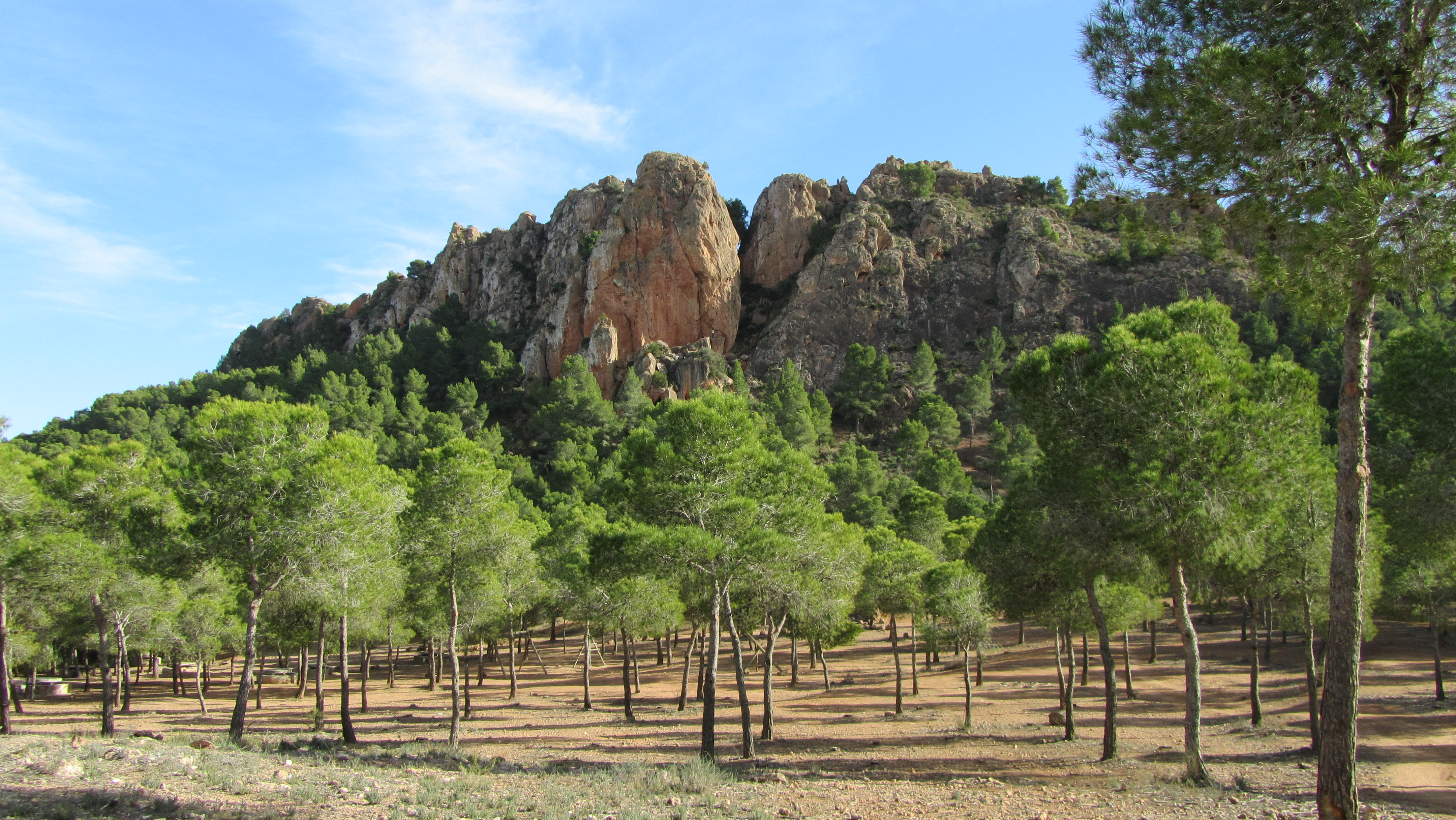
Pico de la Cresta del Gallo, de la sierra del mismo nombre, rodeado de Pinus halepensis

El paisaje forestal está dominado por densos pinares de pino carrasco (Pinus halepensis) asociado a chaparras (Quercus ilex) y coscojas (Quercus coccifera), especialmente por encima de los 450-500 m s. n. m. y en las umbrías.
En el resto de pinar, el sotobosque lo forman matorrales típicos del bosque mediterráneo como el lentisco (Pistacia lentiscus), enebro de la miera (Juniperus oxycedrus), palmito (Chamaerops humilis), de nuevo la coscoja (Quercus coccifera), el acebuche (Olea europaea) o el espino negro (Rhamnus lycioides). En muchas zonas del parque, el sotobosque ha desaparecido y aparece casi exclusivamente una especie herbácea, el lastón (Brachypodium sp.), tapizando el suelo bajo los pinos.

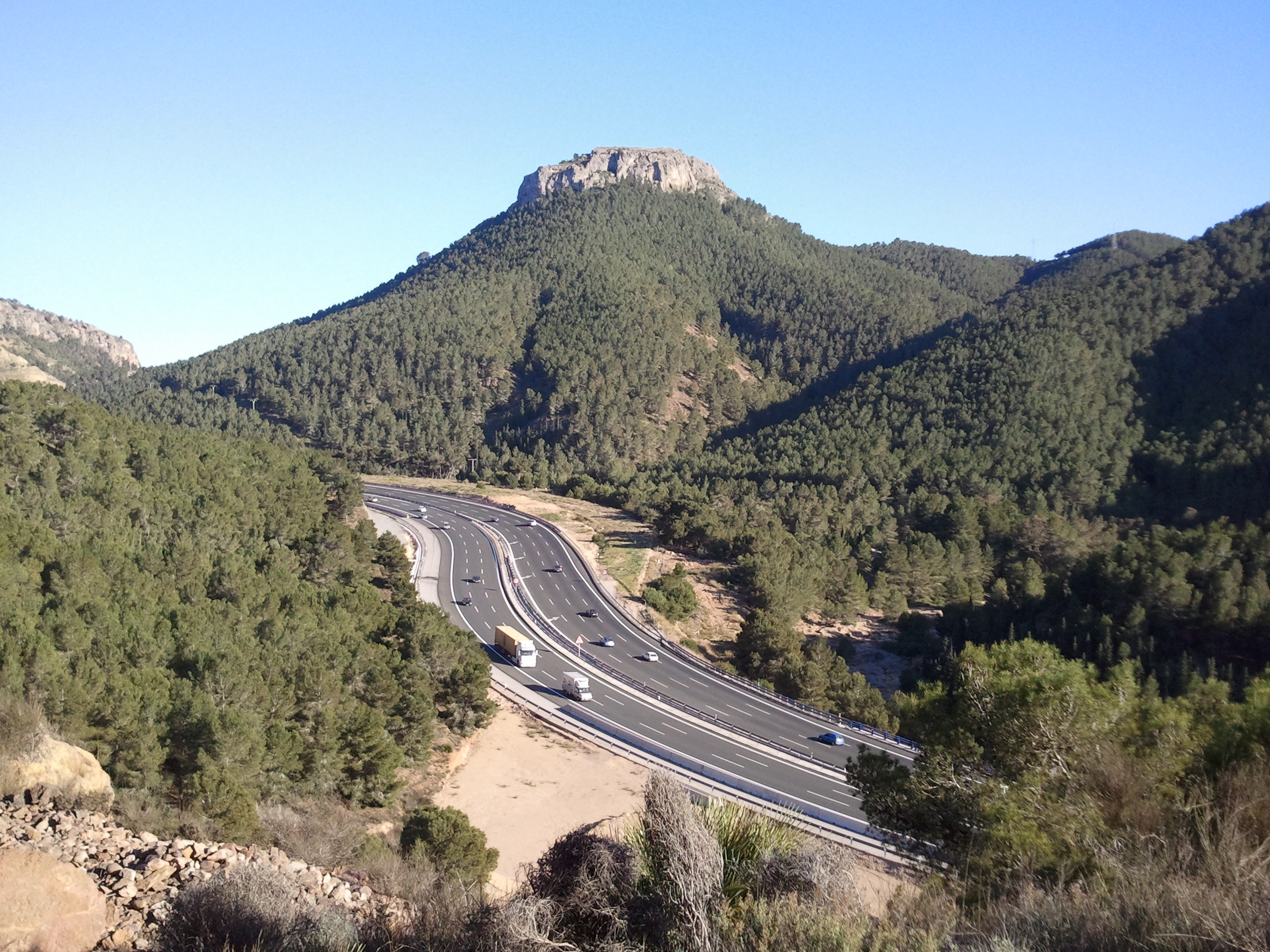
Vista del puerto de La Cadena, con el cabezo del Puerto y el castillo de la Asomada que lo corona. Montaña perteneciente a la sierra del Puerto

Puntualmente aparecen pies de pino piñonero (Pinus pinea) entre los pinos carrascos.
En zonas de solana el pinar aparece más abierto y en esas zonas más expuestas al calor y la aridez predominan las especies xerófilas, bien adaptadas a la falta de humedad. Abundan la albaida (Anthyllis cytisoides), la jara (Cistus albidus) y el esparto (Stipa tenacissima), junto a plantas aromáticas como el romero (Salvia rosmarinus), el poleo de monte (Teucrium capitatum), el tomillo (Thymus hyemalis), o la ajedrea (Satureja).
En la finca de El Majal Blanco, propiedad del Ayuntamiento de Murcia, situada en el centro de la Sierras del Puerto, se conserva entre el carrascal de encinas (Quercus ilex), una pequeña formación de grandes alcornoques (Quercus suber) de origen antrópico. Por su peculiaridad, estos árboles centenarios son especialmente cuidados por el personal del parque.
En los barrancos y ramblas predominan los tarays (Tamarix gallica) y las adelfas (Nerium oleander), junto con juncos (Juncus sp.) y eneas (Typha sp.) que aparecen junto a las charcas. Algunos ejemplares de madreselva (Lonicera sp.) aparecen en las zonas más húmedas..
En los roquedos aparecen helechos y líquenes además de numerosos endemismos como Centaurea saxicola, Lafuentea rotundifolia o diversas especies del género Teucrium.
Dentro del parque se han catalogadas 16 especies de flora protegida.

## Fauna

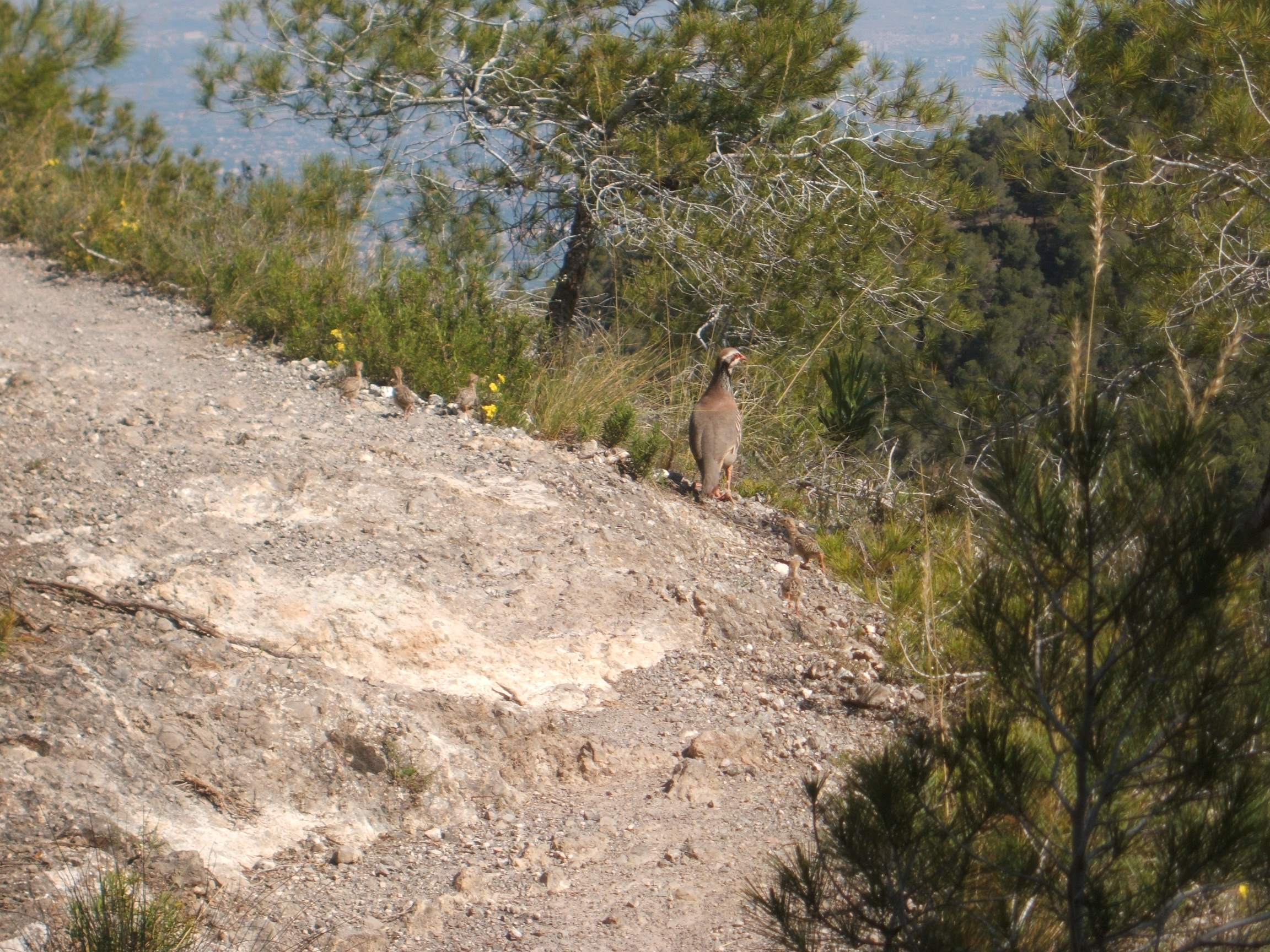
Perdiz con sus crías en el parque regional El Valle-Carrascoy

En cuanto a la fauna, las aves y los insectos representan lo más destacado del entorno.

### Insectos
Entre los insectos, hay 52 especies de mariposas entre ellas Tarucus theophrastus.

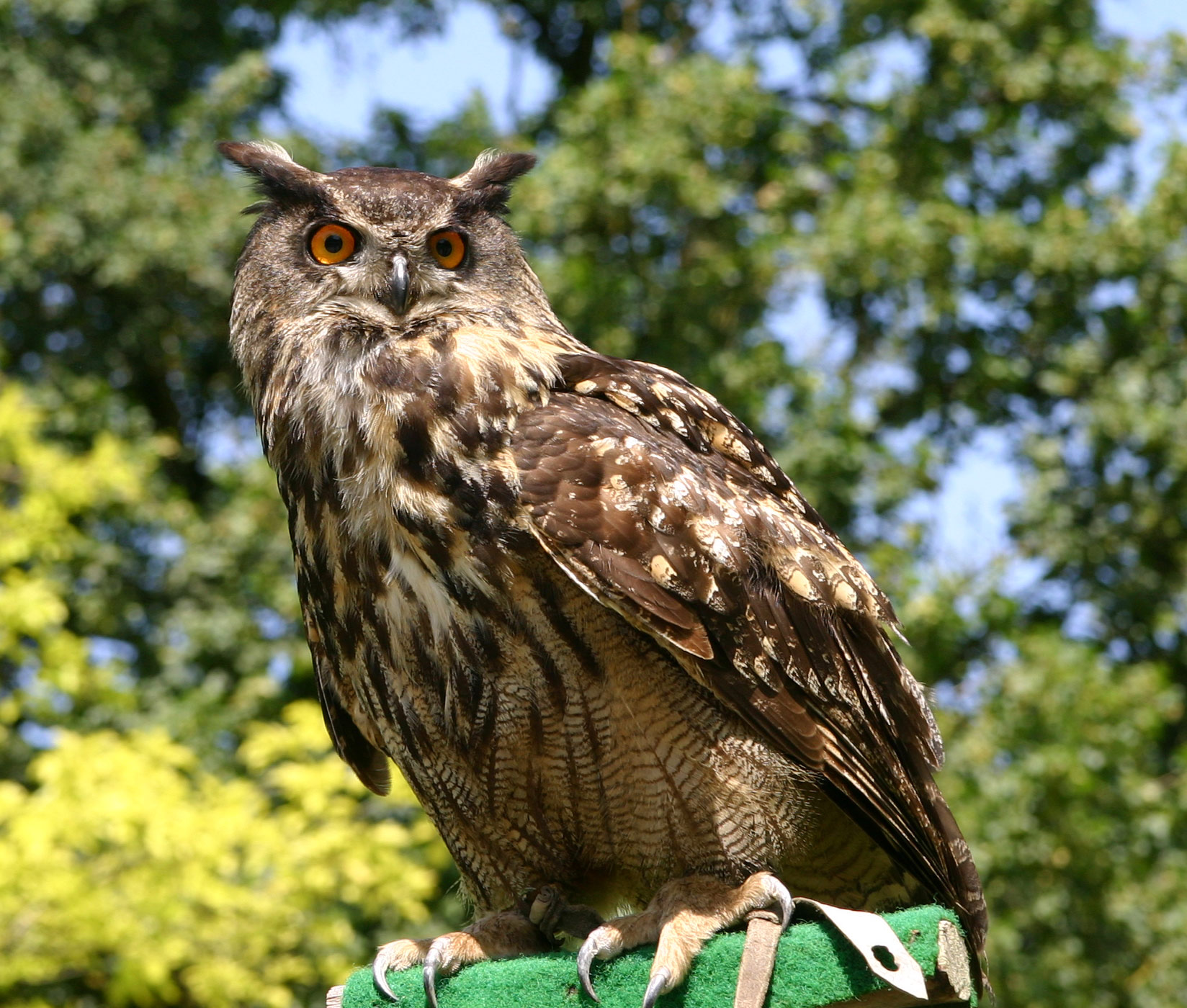
Ejemplar de búho real, muy abundante en el parque

### Aves
El parque alberga importantes poblaciones de aves rapaces, incluyendo águila culebrera (Circaetus gallicus), águila calzada (Hieraaetus pennata), águila perdicera (Aquila fasciata), cernícalo (Falco tinnunculus), halcón peregrino (Falco peregrinus) en roquedos y cortados, águila real (Aquila chrysaetos), búho real (Bubo bubo, principal especie que motivó la declaración de ZEPA en buena parte del parque) y la mayor concentración de ratoneros (Buteo buteo) de la Región de Murcia,
En el pinar viven el carbonero común, mito, herrerillo capuchino, verdecillo, piquituerto, pito real, carbonero garrapinos.

### Mamíferos
Como en casi toda la Península, no hay grandes depredadores. Los carnívoros están representados por el gato montés (Felis sylvestris) y algunos ejemplares de garduña (Martes foina), tejón (Meles meles) y comadreja (Mustela nivalis).
Hay catalogadas siete especies de murciélagos (Rhinolophus ferrumequinum, R. euryale, R. hipposideros, Myotis myotis, M. blythii, M. capaccinii, Miniopterus schreibersii). Como todas las especies ibéricas de murciélagos, están incluidas en el Anexo IV de la Directiva Hábitats.
Además del jabalí (Sus scrofa) (principalmente en Carrascoy) no hay otros mamíferos de gran tamaño, aunque son relativamente abundantes los conejos (Oryctolagus cuniculus) y otros roedres menores.

### Anfibios y reptiles
Hay varias especies de reptiles y anfibios.
Galápago leproso (Mauremys leprosa), lagarto ocelado (Timon lepidus), lagartija colilarga (Psammodromus algirus), lagartija ibérica (Podarcis hispanicus), culebra bastarda (Malpolon monspessulanus) y culebra de escalera (Rhinechis scalaris).
En los cauces de algunas ramblas aparecen el sapo común (Bufo bufo) y el sapo corredor (Epidalea calamita).

## Conservación
Las primeras medidas para la conservación de estos parajes se tomaron en 1931, cuando gran parte del área ya fue declarada Sitio Natural de Interés Nacional, no llegando al grado de protección regional actualmente vigente hasta 1992. Recientemente, este espacio natural ha sido propuesto para su incorporación a la Red Natura 2000 (Red Europea de Espacios Naturales). Además, amplias áreas del parque están declaradas Zona de Especial de Protección para las Aves (ZEPA) y Lugar de Interés Comunitario (LIC), ambas figuras de protección a escala europea.
El espacio protegido continúa hacia la provincia de Alicante bajo el nombre de Sierra Escalona, también protegida como ZEPA.

### Amenazas
Las principales amenazas a la conservación de este espacio son la gran presión turística (pisoteo, ruidos, vertidos incontrolados de escombros y basuras) derivado de las actividades de uso público y excesiva proximidad a Murcia y la presión urbanística en la zona de El Valle (proyectos de carreteras y urbanizaciones, apertura de campos de golf, etc.) y la presión agrícola en las estribaciones de Carrascoy, con apertura y ampliación de regadíos. Puntualmente, el sobrepastoreo, la extracción de áridos y las instalaciones de radiocomunicación y aerogeneradores suponen impactos ambientales negativos.
Estos problemas se asocian entre otros a la mortandad de numerosas especies de aves protegidas, como el águila perdicera, por electrocución en tendidos eléctricos, caza,uso ilegal de venenos y trampas o expolio de nidos.

### ZEPA de El Valle y Sierras de Altaona y Escalona

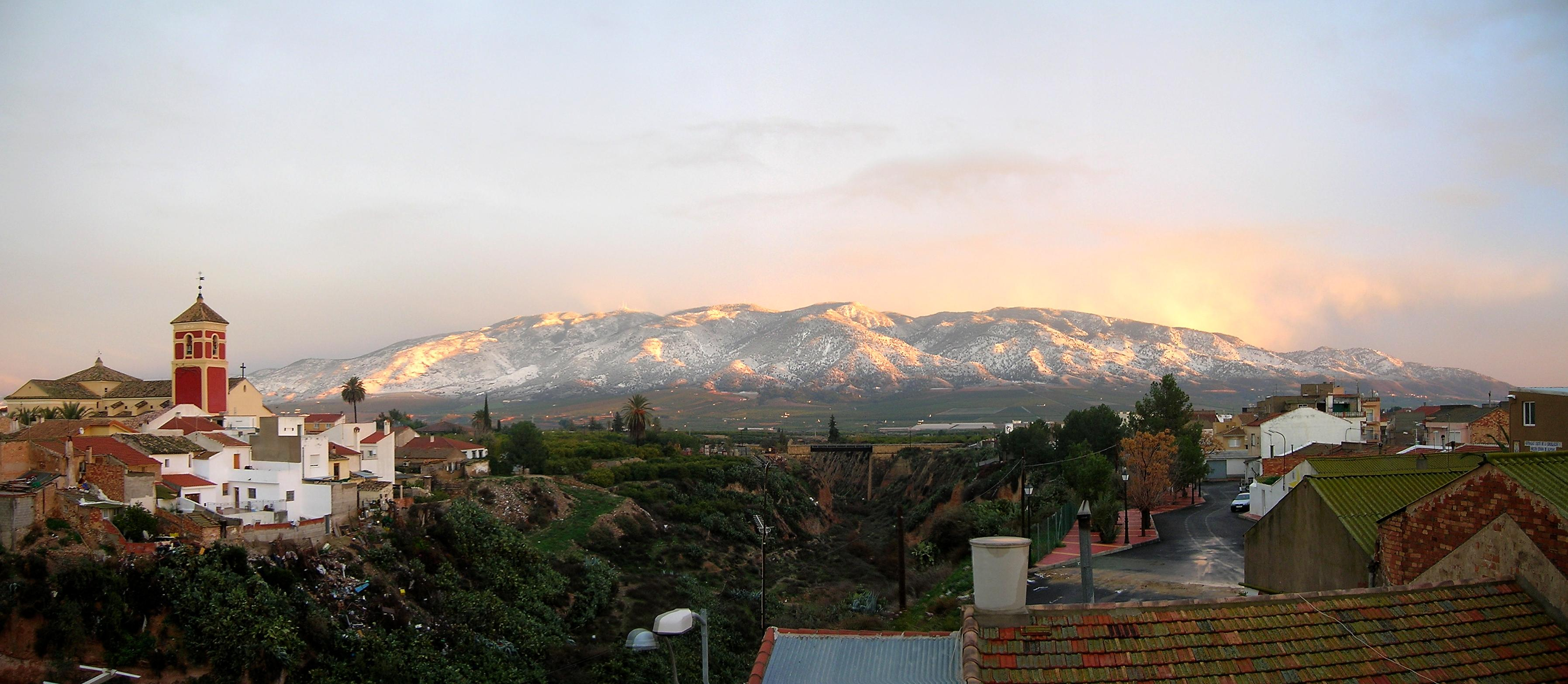
Vista de la sierra de Carrascoy nevada, desde Librilla

La mayor parte de la serranía, 14 825 hectáreas, quedan protegidas como Zona de Especial Protección para las Aves dentro de la Red Natura 2000 de la Unión Europea.
Con esta ZEPA se quiere proteger especialmente la alta densidad de ejemplares de búho real y águila perdicera. También se protegen otras rapaces como el águila real, el águila culebrera y el halcón peregrino.

### LIC de Carrascoy y El Valle
Con una superficie algo menor que la de la ZEPA, el Lugar de Importancia Comunitaria de Carrascoy y el Valle protege 10.770 ha de 13 hábitats diferentes considerados como prioritarios dentro de la Unión Europea.

## Monumentos y lugares de interés

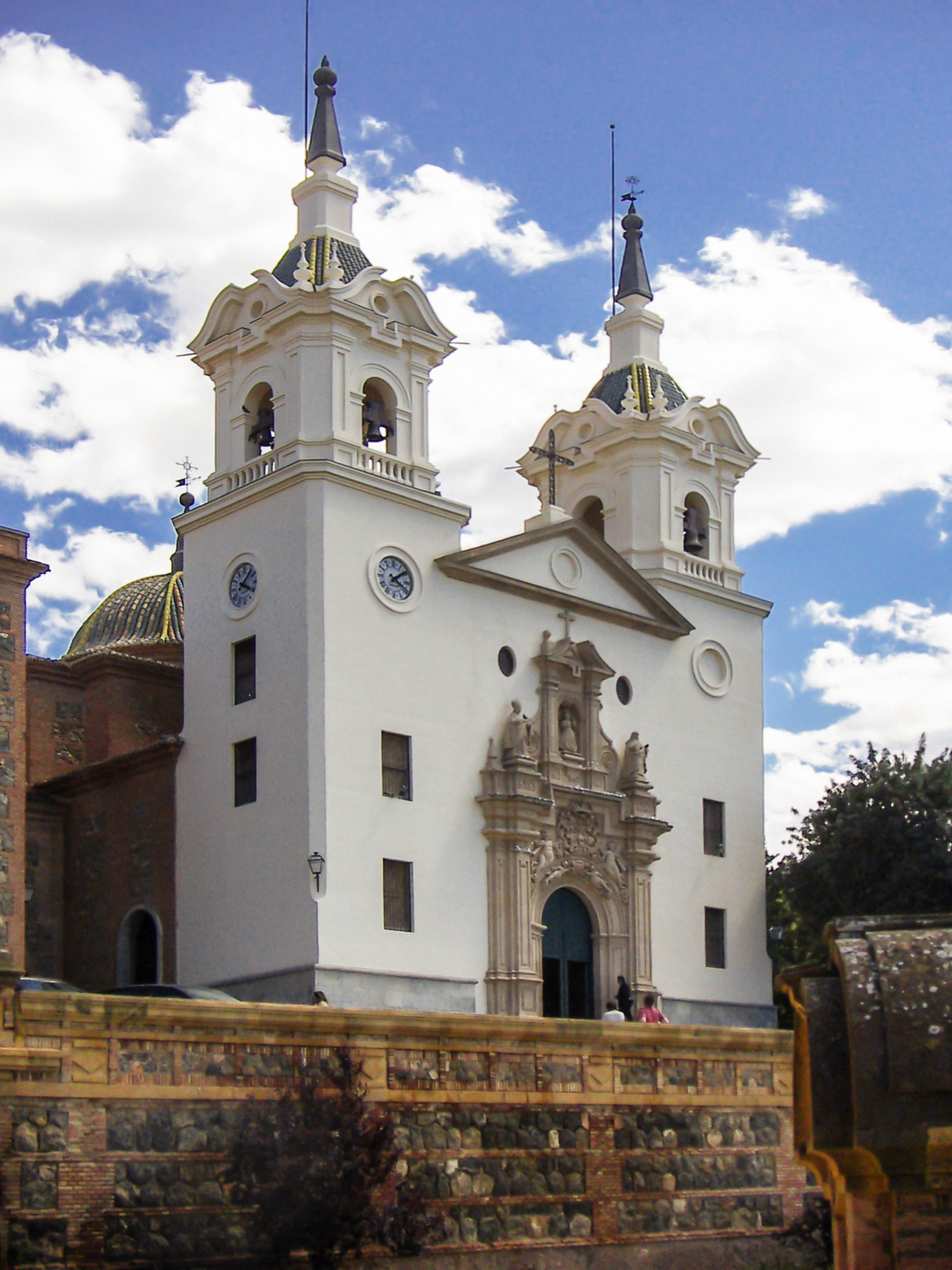
Vista de la fachada del Santuario de la Fuensanta

Tanto su riqueza paisajística y calidad medioambiental, como el antiguo patrimonio arqueológico, histórico y cultural que atesora este rincón de la Huerta de Murcia, le han valido su potenciación como importante reclamo lúdico y turístico de la zona. Excursiones, deportes de montaña, visitas guiadas, rutas monumentales, son algunas de sus muchas posibilidades.
- Centro de Visitantes "La Luz"
- Albergue y Centro Medioambiental "Fuente de Columbares"
- Observatorio Astronómico de La Murta
- Áreas recreativas de Cresta del Gallo, El Verdolay y Valle Perdido
- Centro de recuperación de fauna
- Arboretum (jardín botánico dedicado a la flora del parque)
- Basílica Paleocristiana de Algezares
- Santuario de la Virgen de la Fuensanta (Algezares)
- Monasterio de la Luz
- Monasterio de Santa Catalina del Monte
- Ermita de San Antonio el Pobre
- Poblado argárico de Puntarrón Chico
- Castillo de la Asomada
- Castillo del Portazgo
- Castillo de Los Garres
- Castillo de la Luz
- Centro de interpretación de la Naturaleza del Majal Blanco